# Lanuza
Lanuza est une localité de la province du Surigao du Sud, aux Philippines. En 2015, elle compte 12 001 habitants.